# Niobtriselenid
Niobtriselenid ist eine anorganische chemische Verbindung des Niobs aus der Gruppe der Selenide. Es wurde 1975 erstmals von A. Meerschaut und J. Rouxel synthetisiert.

## Gewinnung und Darstellung
Niobtriselenid kann durch Reaktion von Niob mit Selen bei 700 °C gewonnen werden.
{\displaystyle {\ce {Nb + 3 Se -> NbSe3}}}

## Eigenschaften
Niobtriselenid besitzt eine monokline Kristallstruktur mit der Raumgruppe P21/m (Raumgruppen-Nr. 11) und den Zellenparametern a = 10,006, b = 3,478, c = 15,626 8, p = 109,30°. Die Struktur besteht aus beliebig langen Ketten von trigonalen Selenprismen, die übereinander gestapelt sind und sich die dreieckigen Flächen teilen. Die Niobatome befinden sich in der Mitte der Prismen. Die monokline Einheitszelle besteht aus sechs Ketten, die je nach dem Abstand zwischen den Se-Se-Bindungen im Grunddreieck jedes trigonalen Prismas in drei Zweiergruppen unterteilt werden können. Makroskopisch betrachtet haben die Kristalle die Form von Fasersträngen. Neben diesen sind auch Kristalle in Form einer Acht, ringförmige Mikrokristalle sowie Möbiusbänder aus Niobtriselenid kontrolliert herstellbar. Die Verbindung zeigt Ladungsdichtewellen (CDWs) in derart ausgeprägter Weise, dass es oft als Modellsubstanz zur Diskussion dieses Phänomens herangezogen wird. Die Verbindung zeigt eine ausgeprägte und nichtlineare Änderung des elektrischen Widerstands in Abhängigkeit von der Temperatur.